# حساء الفاكهة السويدي
حساء الفاكهة السويدية  هو حساء فاكهة يتم إعداده باستخدام الفواكه المجففة وعادةً ما يتم تقديمه كطبق حلوى. تم وصف الطبق بأنه «بودنغ الفاكهة الباردة». الطبق يعتبر حلوى تقليدية في السويد والنرويج. تاريخياً وخلال أشهر الشتاء في الدول الاسكندنافية تكون الفواكه الطازجة غير متوفرة بشكل عام، لذلك استخدم الناس الفواكه المجففة لإعداد أطباق متنوعة، بما في ذلك حساء الفاكهة السويدية. يمكن تقديم هذا الحساء ساخناً أو بارداً.
حساء الفاكهة السويدية هو الغذاء الرئيسي في الدول الاسكندنافية. وتناول حساء الفاكهة الباردة هو أيضاً تقليد في مطبخ الدول الاسكندنافية. حساء الفاكهة السويدية هو حساء تقليدي يتم تقديمه خلال موسم عطلة عيد الميلاد. يمكن تقديمه مع الكعك مثل كعكة القهوة.

## المكونات والتحضير
تشمل الفواكه المجففة المستخدمة في إعداد حساء الفواكه السويدي المشمش والتفاح الكمثرى  والزبيب والكشمش  والتوت البري والخوخ  العنب والكرز  كلدبري التوت القطب الشمالي  وقد تشمل المكونات الإضافية التابيوكا والساغو والنبيذ الأحمر  والسكر وعصير الليمون ،  القرفة والملح. يشمل التحضير نقع الفواكه المجففة والمكونات المختلفة لبعض الوقت لتليينها ، ثم إضافة الماء وطهي الخليط حتى يصبح سميكًا.
قد يتم تقديمه كحساء بارد، ويمكن تخزينه بدون ثلاجة لفترة زمنية «معقولة». يمكن تعزيز نكهته عن طريق تركه لعدة ساعات قبل التقديم،  مما يسمح للنكهات بالاختلاط بشكل أفضل ودمجها مع بعضها البعض.
في الولايات المتحدة، تم تحضيرها وتقديمها ساخنة وباردة كصلصة.